# 井上順雄
井上 順雄（いのうえ たかお、1966年5月15日 - ）は、東京都武蔵野市吉祥寺出身のクリエイティブディレクター・アートディレクター・ビデオクリエイター・イラストレータ。
株式会社リンカート&ディジット主宰。
2008年〜2009年秋まで毎週土曜日TOKYO FM『MOVING SATURDAY』。FM桐生、なぎさFMステーションにて『ゴルフ30』。2011年放送のインターネットラジオ＆USTREAM番組のavocado CHANNNELで（現在再放送配信中）パーソナリティーも務める。
| スタブアイコン | サブスタブ | この項目は、まだ閲覧者の調べものの参照としては役立たない、人物に関連した書きかけの項目です。この項目を加筆・訂正などしてくださる協力者を求めています（P:人物伝/PJ:人物伝）。 |